# Гюглінген
Гюглінген (нім. Güglingen) — місто в Німеччині, знаходиться в землі Баден-Вюртемберг. Підпорядковується адміністративному округу Штутгарт. Входить до складу району Гайльбронн.
Площа — 16,26 км2. Населення становить 6434 ос. (станом на 31 грудня 2020).